# Salvador Raventós

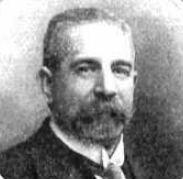
Raventós hacia 1912

Salvador Raventós Clivilles (Villafranca del Penedés, 1864 - Madrid, 1927) fue un político y abogado español. Inició los estudios de Derecho y Filosofía y Letras en la Universidad de Barcelona y los continuó en la Universidad Central de Madrid. Asentado en la capital de España, trabajó como pasante del bufete de José Canalejas, a través del cual se unió al Partido Liberal y fue elegido diputado por el distrito electoral de Vilademuls (provincia de Gerona) en las elecciones generales  de 1905 y por el de Badajoz en las elecciones de 1910.
Tras la muerte de Canalejas se adhirió a la corriente liberal-demócrata de Manuel García Prieto, con la que fue elegido nuevamente diputado por el distrito electoral de Denia provincia de Alicante en las elecciones de 1916, 1918, 1919, 1920 y 1923. Durante su mandato apoyó la mejora del puerto de Denia y la construcción del ferrocarril entre Gata y Valencia. En 1922 fue nombrado gobernador civil de la provincia de Barcelona. También fue fiscal del Tribunal Supremo y académico de la Real Academia de Jurisprudencia y Legislación de España.